# Schuldsaldoverzekering
Een schuldsaldoverzekering is in België, een levensverzekering die gekoppeld wordt aan een krediet. Een correct opgestelde schuldsaldoverzekering volgt het terugbetalingspatroon van de lening en voorziet, in geval van overlijden van de verzekerde voor de eindvervaldag van de lening, het saldo dat nog terugbetaald moet worden. Eigenlijk vereffent de verzekeringsmaatschappij in geval van overlijden van haar verzekerde de schuld die hij/zij nog heeft aan de kredietverlener.

## Onderschrijven
Een schuldsaldoverzekering kan alleen onderschreven worden bij een erkende verzekeringsmaatschappij. Belangrijke parameters voor de premiebetaling zijn: leeftijd van de verzekerde, duurtijd van de lening, aantal premies (zie verder), geslacht, rookgedrag, medische antecedenten. De invloed van medische antecedenten wordt echter door de wetgever beperkt. Wat de schuldsaldoverzekering van een hypothecair krediet voor een gezinswoning betreft, mag een kankerverleden bijvoorbeeld geen invloed hebben op de premie indien de verzekeringnemer genezen is.

## Acceptatie
Aangezien de verzekeringsmaatschappij het resterend saldo van de lening (of een deel ervan, zie verder) zal moeten terugbetalen bij overlijden van haar verzekerde, zal zij zich er op voorhand van vergewissen dat de kandidaat-verzekeringsnemer gezond is. Ze zal aan de hand van een vragenlijst nagaan of er indicaties zijn dat de verzekerde een verhoogde kans op overlijden heeft. Een arts, aangesteld door de verzekeraar, zal op basis van de vragenlijst ofwel een positief advies naar de verzekeraar uitbrengen ofwel vragen om bijkomende medische gegevens te verschaffen. Dit kan een bijkomende reeks vragen aan de kandidaat verzekeringsnemer zijn, een vragenlijst voor diens huisarts of specialist of hij kan de kandidaat-verzekeringsnemer ook uitnodigen voor een medisch onderzoek, meestal bij een door de maatschappij erkend arts. Pas als er een medische acceptatie is zal de maatschappij een definitieve dekking geven. De arts kan de maatschappij ook adviseren om bij bepaalde aandoeningen een bijpremie te vragen.

## Premiebetaling
De verzekeringsnemer kan er voor kiezen om de premie in één keer te voldoen. In vakjargon: een koopsompremie betalen. Dit betekent dat hij slechts één premie betaalt, bij de start van de polis.
De meeste verzekeringsnemers kiezen voor gespreide premies. Er bestaan systemen die voorzien in een jaarlijks variabele premie of in constante premies. Het meest voorkomend systeem in België is het systeem waarbij er gedurende 2/3de van de looptijd premies worden betaald. Beide aangehaalde systemen kunnen met jaarlijkse, of met gesplitste (b.v. maandelijkse) premies worden afgesloten.
Het spreekt voor zich dat als men de premiebetaling stopt, men ook de dekking verliest.
De koopsompremie (eenmalig) is de goedkoopste optie. Maar men moet op het moment van het krediet natuurlijk voldoende middelen over hebben om deze premie in één keer te betalen. Bovendien kan het ook gebeuren dat men later de lening vervroegd terugbetaalt. Bijvoorbeeld bij verkoop van een woning waarvoor een krediet werd aangegaan. In dat geval kan de betaalde premie van de schuldsaldoverzekering niet worden teruggevraagd...
Niet iedereen dekt de volledige openstaande schuld van zijn krediet in. Het is ook mogelijk om 50% van de schuld (kredietbedrag) te verzekeren, of 75%...

## Commercialisering
De kredietverschaffers (voornamelijk banken en kredietmaatschappijen) zijn uiteraard vragende partij voor schuldsaldoverzekeringen. Het verlaagt hun risico dat er bij overlijden van een ontlener een krediet niet terugbetaald zou geraken. De laatste jaren moeten banken bovendien scherp concurreren en zijn de winstmarges op hun woonkredieten niet altijd even ruim. Door de verkoop van schuldsaldo's te stimuleren, proberen ze die kloof wat te dichten. Wie een schuldsaldoverzekering afsluit zal dus omwille van beide redenen meestal een lager tarief voor zijn krediet bekomen.

## Uitbetaling
In geval van overlijden zal de schuldsaldoverzekering worden uitbetaald aan de kredietmaatschappij. Mocht het krediet inmiddels om andere redenen zijn terugbetaald, dan wordt de verzekering uitbetaald aan de in het contract aangeduide begunstigde of aan de erfgenamen. Zelfmoord is bij de meeste maatschappijen uitgesloten als ze in de beginperiode van de polis plaatsvindt.